# Norwegian Breakaway
Norwegian Breakaway es un crucero operado por Norwegian Cruise Line. La construcción de Norwegian Breakaway comenzó el 21 de septiembre de 2011, cuando se cortó la primera pieza de acero en el astillero Meyer Werft en Papenburg, Alemania. Fue entregado a la Norwegian Cruise Line el 25 de abril de 2013. Tras la entrega, Norwegian Breakaway salió del puerto de Bremerhaven, en dirección a Rótterdam. Después de varios eventos inaugurales, comenzó su crucero transatlántico desde Southampton a la ciudad de Nueva York, donde tuvo lugar la ceremonia de nombramiento. El 12 de mayo de 2013 se dirigió a las Bermudas para comenzar sus cruceros de siete días.
Tiene un tamaño de 146.600 GT y tiene capacidad para 3.963 pasajeros. El barco tiene un total de 1.024 camarotes y 238 suites de calidad.
Norwegian Breakaway es portada en la Terminal de Barcos de Pasajeros de Nueva York en Manhattan, realizando cruceros de siete noches a Bermudas (de mayo a septiembre) y cruceros de siete noches a las Bahamas y Florida (de octubre a abril). A partir de finales de 2018, Breakaway saldrá de Nueva York, viajará a Nueva Orleans, seguido por Miami a principios de 2019, antes de zarpar del puerto de Orlando en noviembre de 2019. 
El barco, junto con su buque hermano Norwegian Getaway, fue nombrado a través de un concurso público; Kimberly Powell presentó el nombre Norwegian Breakaway, que se anunció el 14 de septiembre de 2011. Las madrinas del barco son el grupo de baile de Nueva York The Rockettes.

## Incidentes y accidentes
- El 17 de septiembre de 2013, una mujer cayó a dos cubiertas de su balcón exterior antes de llegar a las Bermudas.[4]
- El 3 de febrero de 2014, un niño de 4 años cayó al estanque y se ahogó,[5] mientras que un niño de 6 años fue revivido y evacuado por un helicóptero a un hospital.
- El 28 de julio de 2014, un niño de 4 años se cayó de su litera y tuvo que ser evacuado por un helicóptero de la Marina a un hospital después de sufrir una lesión en la cabeza.
- El 20 de julio de 2016, un miembro de la tripulación murió y tres resultaron heridos por un accidente durante un simulacro de rescate.
- El 4 de enero de 2018, el Breakaway viajó hacia el norte pasando la gema noruega a través de la tormenta de nieve norteamericana de enero de 2018 causando grandes inundaciones en los camarotes de pasajeros.  Algunas habitaciones estaban muy inundadas y algunos pasajeros recurrieron a dormir en los espacios públicos. Las imágenes de la prueba mostraron que los lados del barco fueron golpeados por olas de hasta 9,1 m. El barco estaba tan inclinado que algunos pasajeros se cayeron de sus camas. Algunos invitados también sufrieron mareos. Mientras Norwegian Cruise Line se disculpó formalmente, el incidente desató la indignación de que algunos invitados estaban traumatizados hasta el punto de negarse a viajar de nuevo, mientras que otros amenazaban una demanda colectiva o exigían una compensación total. La llegada tardía del barco cortó el siguiente crucero de 14 días por un día.[6]